# アヴェーヌ＝シュル＝エルプ
アヴェーヌ＝シュル＝エルプ（Avesnes-sur-Helpe）は、フランス、オー＝ド＝フランス地域圏、ノール県のコミューン。

## 地理
アヴェーヌ＝シュル＝エルプは、丘陵と果樹園、生垣で区切られた農地が広がるボカージュ、小さな村々が特徴のアヴェノワ地方（Avesnois）の語源となった地である。アヴェノワ地方をエルプ＝マジュール川が流れる。
アヴェーヌ＝シュル＝エルプは行政上アヴェノワ地方、地理的にはアルデンヌ地方、歴史的にはエノー、景観はティエラシュ地方にそれぞれみなされている。
アヴェーヌ＝シュル＝エルプはモブージュから17.5km、モンスから36.5km、ヴァランシエンヌから39km、シャルルロワから47km離れている。対ベルギー国境へは約15kmである。

## 交通
- 道路 - パリとブリュッセルを直接結ぶ高速道路である国道2号線が通る。
- 鉄道 - TERノール＝パ・ド・カレー、TERシャンパーニュ・アルデンヌの2路線が通る。
- バス - 近郊の町村への路線がある

## 由来
1107年にDe Avisnis、1131年にはAvesne、そしてaltare de Avesnisと記されている。
フランス北部にはアヴェーヌという地名が数箇所あり、それらの古い地名はアヴェーヌ＝シュル＝エルプの古い名称と似通っている。avoine（オート麦）という名称を古いやり方で解釈すると、『やせた土地』を意味するterre maigreであるとするのは疑わしい。avoineの古い形がaveine、aveneまたはavainneと常に表される（ラテン語ではavena）。しかし最古の形でAvesnesは常にこれらと異なり、Avisna、Avisnis、Avesnaであった。
また、ゲルマン語の普通名詞avisnaまたはafisnaを参照すべきだろう。音声学的により牧草地に適した名称である · 。さらに、Avesnesはフランス北部でのみ典型的な地名である。他の普通名詞とともに、この地方固有のゲルマン起源の名詞であろう。

## 歴史

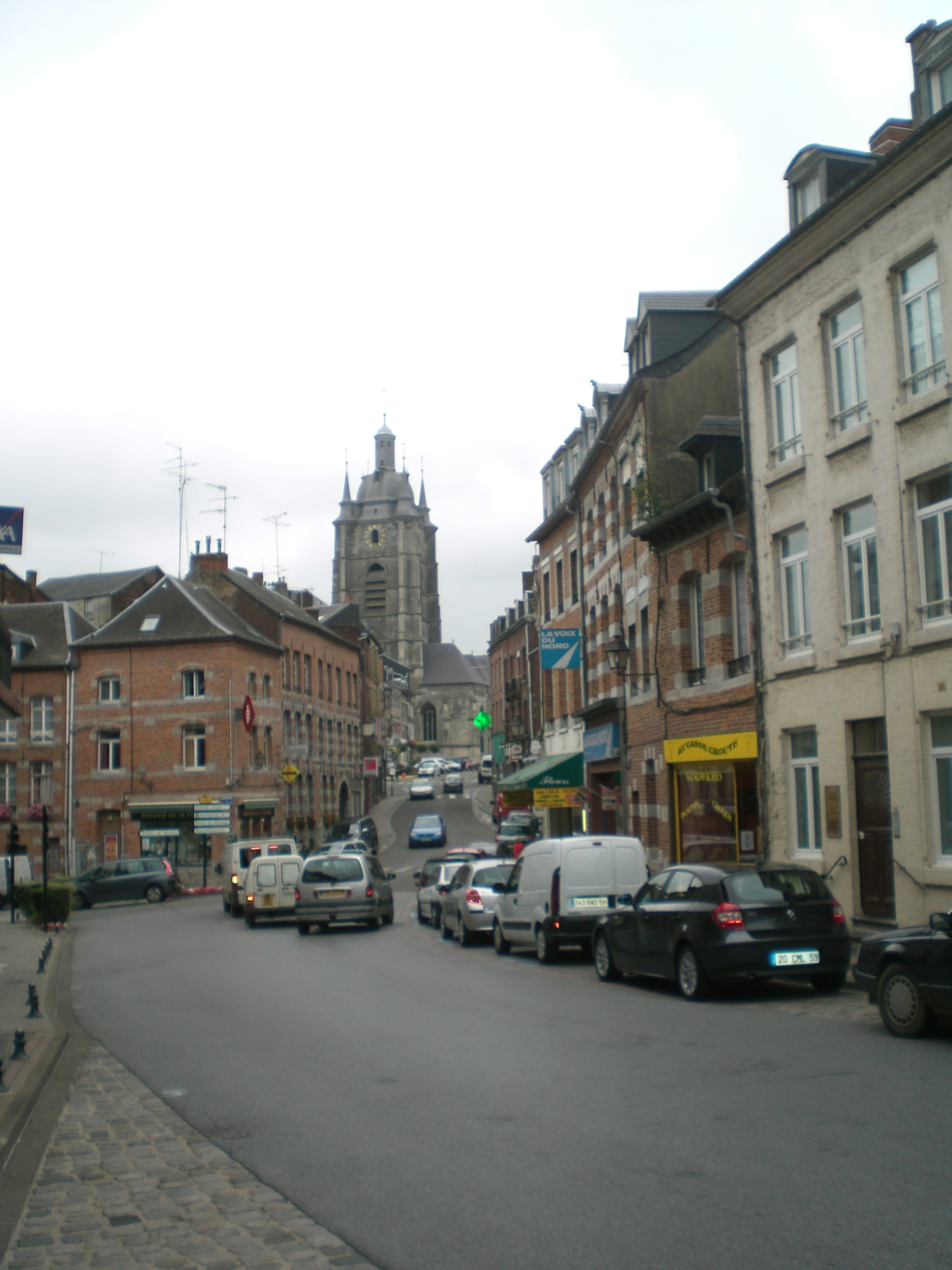
大通りとサン＝ニコラ教会

- 843年 - ヴェルダン条約でカール大帝の孫3人が国土を分割、アヴェーヌはロタール1世が治める中部フランク王国となる。
- 855年 - プリュム条約でロタール1世の息子たちが国土を分割相続し、エノーはロタール2世が治めるロタリンギアとなる。
- 870年 - ロタール2世死後のメールセン条約で、エノーを含むロタリンギアの一部が西フランク王国となる
- 880年 - リブモン条約で、エノーは東フランク王国の一部となる。その後962年に神聖ローマ帝国領となる。
- アヴェーヌ最初の領主としてヴェドリック2世がつく
- 1212年 - アヴェーヌ伯ブシャール、フランドル伯およびエノー伯の次女マルクリット・ド・コンスタンティノープルと結婚。その後アヴェーヌ家がエノー伯位、マルグリットが再婚相手との間にもうけた子孫がフランドル伯位を継承。アヴェーヌ家は5世代にわたりエノー伯として君臨する。エノー女伯マルグリットが神聖ローマ皇帝ルートヴィヒ4世と結婚、アヴェーヌ家は完全に消滅する。
- 1433年 - アヴェーヌはブルゴーニュ公国領となる。
- 1556年 - アヴェーヌはスペインに割譲される。およそ1世紀後の1659年、ピレネー条約によってフランス王国に併合され、ヴォーバンが暴政設備を強化する。
- 第一次世界大戦期 - ベルギー侵攻後、ドイツ軍が1914年8月にアヴェーヌに到着。ヒンデンブルクは1918年まで本営を置いていた。
- 第二次世界大戦期 - 1940年5月、エルヴィン・ロンメル率いる第7機甲旅団がアヴェーヌに到着。1944年9月2日までドイツに占領される。

## 人口統計
| 1962年 | 1968年 | 1975年 | 1982年 | 1990年 | 1999年 | 2006年 |
| ------ | ------ | ------ | ------ | ------ | ------ | ------ |
| 6 151  | 6 414  | 6 301  | 5 955  | 5 108  | 5 002  | 5 051  |

- source:Insee (二重カウントなし、2006年より自治体人口)[6] · [7] · [8] · [9]

## 経済
現在のアヴェーヌは、行政とサービスのまちである。多くの行政関係や公共サービスが存在する。自治体の行政サービスの他、郡庁、財務局、税務署、郵便局、商工会議所、貿易局、自治体間連合庁舎もある。
アヴェーヌには大審裁判所があり、2006年11月24日より地区裁判所が発足した。					